# Glaresis handlirschi
Glaresis handlirschi är en skalbaggsart som beskrevs av Edmund Reitter 1893. Glaresis handlirschi ingår i släktet Glaresis och familjen Glaresidae. Inga underarter finns listade i Catalogue of Life.